# Oppenheimer (film)
Oppenheimer is een Amerikaans-Britse biografische thriller uit 2023 over J. Robert Oppenheimer, de theoretisch natuurkundige die hielp bij de ontwikkeling van de eerste kernwapens. De film is geregisseerd, geschreven en gecoproduceerd door Christopher Nolan, en gebaseerd op de biografie American Prometheus uit 2005 van Kai Bird en Martin J. Sherwin. Cillian Murphy speelt de rol van Oppenheimer, andere rollen zijn voor onder meer Emily Blunt, Matt Damon, Robert Downey Jr. en Florence Pugh, evenals een kleine rol voor Tom Conti als Albert Einstein.

## Geschiedenis
Nolan kondigde in september 2021 aan dat hij een film over Oppenheimer zou schrijven en regisseren, die zich afspeelt tijdens de Tweede Wereldoorlog, met Universal Pictures als distributeur. Het filmen begon eind februari 2022 en werd in mei afgerond met cameraman Hoyte van Hoytema. Er werd gefilmd in een combinatie van IMAX 65 mm en 65 mm-grootformaatfilm. Net als voor zijn eerdere werken gebruikte Nolan een minimum aan door de computer gegenereerde beelden.
Oppenheimer werd uitgebracht in het Verenigd Koninkrijk en de Verenigde Staten op 21 juli 2023. Het is de eerste film van Nolan die niet wordt gedistribueerd door Warner Bros. Films in binnen- en buitenland sinds Memento (2000), evenals zijn eerste film die een R-rating kreeg sinds Insomnia (2002).

## Verhaal
In 1926 worstelt de 22-jarige doctoraatstudent J. Robert Oppenheimer met angst en heimwee terwijl hij studeert bij experimenteel natuurkundige Patrick Blackett aan het Cavendish-laboratorium in Cambridge. Oppenheimer is boos op de veeleisende Blackett en laat een vergiftigde appel voor hem achter, maar haalt deze later terug. Gastwetenschapper Niels Bohr raadt Oppenheimer aan om in plaats daarvan theoretische natuurkunde in Göttingen te studeren. Hij behaalt zijn academische graad en ontmoet collega-wetenschapper Isidor Isaac Rabi. Ze ontmoeten later theoretisch natuurkundige Werner Heisenberg in Zwitserland. Oppenheimer wil het onderzoek naar de kwantumfysica in de Verenigde Staten uitbreiden en begint les te geven aan de Universiteit van Californië - Berkeley en het California Institute of Technology. Hij trouwt met Katherine "Kitty" Puening, een biologe en ex-communiste, en heeft af en toe een affaire met Jean Tatlock, een onrustig lid van de Amerikaanse Communistische Partij, die later zelfmoord pleegt nadat Oppenheimer haar vertelde definitief voor Kitty te kiezen.
In december 1938 wordt kernsplijting ontdekt, waarvan Oppenheimer beseft dat deze als wapen kan worden gebruikt. In 1942, midden in de Tweede Wereldoorlog, rekruteert generaal Leslie Groves van het Amerikaanse leger Oppenheimer om het Manhattanproject te leiden om een atoombom te ontwikkelen. De joodse Oppenheimer wordt vooral gedreven doordat de nazi's hun kernwapenprogramma - dat onder leiding staat van Heisenberg - mogelijk sneller zouden kunnen voltooien. Hij stelt een wetenschappelijk team samen met onder meer Rabi, Hans Bethe, Seth Neddermeyer, Klaus Fuchs en Edward Teller in Los Alamos, New Mexico. In recordtijd wordt het Los Alamos National Laboratory opgebouwd, waar de wetenschappers - inclusief hun gezinnen - de komende jaren zullen verblijven. Oppenheimer werkt ook samen met onder andere Enrico Fermi, Leó Szilárd en David L. Hill aan de Universiteit van Chicago. Uit de berekeningen van Teller blijkt dat een atomaire ontploffing mogelijk een catastrofale kettingreactie kan veroorzaken die de atmosfeer doet ontbranden. Na overleg met Albert Einstein concludeert Oppenheimer dat de kansen acceptabel laag zijn. Tellers voorstel om een waterstofbom te bouwen wordt snel afgewezen. Teller probeert het project te verlaten, hoewel Oppenheimer hem weet te overtuigen om te blijven.
Na de dood van Adolf Hitler in 1945 twijfelen sommige Project-wetenschappers aan de relevantie van de bom, terwijl Oppenheimer gelooft dat deze een einde zal maken aan de aanhoudende oorlog in de Stille Oceaan en geallieerde levens zal redden. De Trinity-test is succesvol en president Harry S. Truman geeft opdracht om Hiroshima en Nagasaki te bombarderen, waardoor het Japans Keizerrijk zich moet overgeven. Hoewel hij publiekelijk wordt geprezen, wordt Oppenheimer getergd door de massavernietigingen en de duizenden slachtoffers. Hij dringt aan op de beperking van de verdere ontwikkeling van kernwapens, wat Truman kortaf afwijst. Als adviseur van de United States Atomic Energy Commission (AEC) zorgt Oppenheimers standpunt voor controverse, terwijl Tellers waterstofbom hernieuwde belangstelling krijgt tijdens de uitbrekende Koude Oorlog. AEC-voorzitter Lewis Strauss heeft een hekel aan Oppenheimer omdat hij hem publiekelijk heeft vernederd door zijn zorgen over de export van radio-isotopen van de hand te wijzen, en omdat hij onderhandelingen met de Sovjet-Unie heeft aanbevolen nadat zij met succes hun eigen bom tot ontploffing hadden gebracht. Hij gelooft ook dat Oppenheimer hem denigreerde tijdens een gesprek dat Oppenheimer met Einstein had in 1947 in de Princeton-universiteit.
In 1954 organiseert Strauss, omdat hij de politieke invloed van Oppenheimer wil elimineren, in het geheim een privéhoorzitting voor een Personeelsveiligheidsraad over de Q-goedkeuring van Oppenheimer. Het wordt echter duidelijk dat de hoorzitting een vooraf bepaalde uitkomst heeft. Oppenheimers communistische banden uit het verleden worden uitgebuit en de getuigenissen van Groves en andere medewerkers worden tegen hem verdraaid. Teller getuigt dat hij geen vertrouwen heeft in Oppenheimer en beveelt intrekking aan. Het bestuur trekt de toestemming van Oppenheimer in, waardoor zijn publieke imago wordt geschaad en zijn invloed op het nucleaire beleid wordt beperkt. In 1959, tijdens Strauss' bevestigingshoorzitting in de Senaat voor de minister van Handel, getuigt Hill over Strauss' persoonlijke motieven bij het bewerkstelligen van de ondergang van Oppenheimer, wat ertoe leidde dat de Senaat tegen zijn benoeming stemde. In 1963 overhandigt president Lyndon B. Johnson Oppenheimer de Enrico Fermi-prijs als gebaar van politieke rehabilitatie. Een flashback onthult dat in het gesprek tussen Oppenheimer en Einstein uit 1947 Strauss nooit werd genoemd. Oppenheimer uitte in plaats daarvan zijn sombere overtuiging dat hij een kettingreactie op gang had gebracht die de wereld zou vernietigen.

## Cast
| Acteur                | Personage                     |
| --------------------- | ----------------------------- |
| Cillian Murphy        | J. Robert Oppenheimer         |
| Emily Blunt           | Katherine "Kitty" Oppenheimer |
| Matt Damon            | Leslie Groves                 |
| Robert Downey jr.     | Lewis Strauss                 |
| Florence Pugh         | Jean Tatlock                  |
| Josh Hartnett         | Ernest Lawrence               |
| Casey Affleck         | Boris Pash                    |
| Rami Malek            | David L. Hill                 |
| Kenneth Branagh       | Niels Bohr                    |
| Benny Safdie          | Edward Teller                 |
| Jason Clarke          | Roger Robb                    |
| Dylan Arnold          | Frank Oppenheimer             |
| Gustaf Skarsgård      | Hans Bethe                    |
| David Krumholtz       | Isidor Isaac Rabi             |
| Matthew Modine        | Vannevar Bush                 |
| Tom Conti             | Albert Einstein               |
| David Dastmalchian    | William L. Borden             |
| Michael Angarano      | Robert Serber                 |
| Jack Quaid            | Richard Feynman               |
| Josh Peck             | Kenneth Bainbridge            |
| Olivia Thirlby        | Lilli Hornig                  |
| Dane DeHaan           | Kenneth Nichols               |
| Danny Deferrari       | Enrico Fermi                  |
| Alden Ehrenreich      | werknemer Senaat              |
| Jefferson Hall        | Haakon Chevalier              |
| James D'Arcy          | Patrick Blackett              |
| Tony Goldwyn          | Gordon Gray                   |
| Devon Bostick         | Seth Neddermeyer              |
| Alex Wolff            | Luis Walter Alvarez           |
| Scott Grimes          | raadslid                      |
| Josh Zuckerman        | Giovanni Rossi Lomanitz       |
| Matthias Schweighöfer | Werner Heisenberg             |
| Christopher Denham    | Klaus Fuchs                   |
| David Rysdahl         | Donald Hornig                 |
| Guy Burnet            | George Eltenton               |
| Louise Lombard        | Ruth Tolman                   |
| Harrison Gilbertson   | Philip Morrison               |
| Emma Dumont           | Jackie Oppenheimer            |
| Trond Fausa Aurvåg    | George Kistiakowsky           |
| Olli Haaskivi         | Edward Condon                 |
| Gary Oldman           | Harry S. Truman               |
| John Gowans           | Ward Evans                    |
| Kurt Koehler          | Thomas A. Morgan              |
| Macon Blair           | Lloyd Garrison                |
| Hap Lawrence          | Lyndon B. Johnson             |
| Harry Groener         | Gale W. McGee                 |
| Pat Skipper           | James F. Byrnes               |
| James Remar           | Henry Stimson                 |
| Gregory Jbara         | Warren Magnuson               |
| Tim DeKay             | John Pastore                  |
| James Urbaniak        | Kurt Gödel                    |
| Máté Haumann          | Leó Szilárd                   |

## Release en ontvangst
De film ging in première op 11 juli 2023 in Le Grand Rex in Parijs. De film kreeg overwegend positieve kritieken van de filmcritici, met een score van 93% op Rotten Tomatoes, gebaseerd op 286 beoordelingen, en een beoordeling van 3,97 / 5 op MovieMeter. Op de Internet Movie Database IMDb is de gewogen gemiddelde beoordeling 8,3/10 (stand in januari 2025 op basis van ca. 850.000 beoordelingen). 
Op 21 juli 2023 volgde de bioscooprelease in de Verenigde Staten, tegenover de film Barbie. De twee films zorgden samen voor het grootste "box office"-weekend na de coronapandemie, mede vanwege het sociale mediafenomeen "Barbenheimer". Doordat de twee films op dezelfde dag uitkwamen, kozen vele bioscoopbezoekers er voor om beide films op dezelfde dag te gaan kijken, onder het motto "kiezen is verliezen". Oppenheimer bracht in zijn openingsweekend internationaal 174 miljoen dollar op.
Op 21 juli 2023 bracht het platenlabel Back Lot Music de originele filmmuziek van Ludwig Göransson uit op het album Oppenheimer: Original Motion Picture Soundtrack.

## Prijzen en nominaties
De belangrijkste:
| Jaar | Prijs                       | Categorie                                    | Genomineerde(n)                                               | Uitslag     |
| ---- | --------------------------- | -------------------------------------------- | ------------------------------------------------------------- | ----------- |
| 2024 | Academy Awards (Oscars)     | Beste film                                   | Beste film                                                    | Gewonnen    |
| 2024 | Academy Awards (Oscars)     | Beste regisseur                              | Christopher Nolan                                             | Gewonnen    |
| 2024 | Academy Awards (Oscars)     | Beste mannelijke hoofdrol                    | Cillian Murphy                                                | Gewonnen    |
| 2024 | Academy Awards (Oscars)     | Beste mannelijke bijrol                      | Robert Downey jr.                                             | Gewonnen    |
| 2024 | Academy Awards (Oscars)     | Beste vrouwelijke bijrol                     | Emily Blunt                                                   | Genomineerd |
| 2024 | Academy Awards (Oscars)     | Beste bewerkte scenario                      | Christopher Nolan                                             | Genomineerd |
| 2024 | Academy Awards (Oscars)     | Beste camerawerk                             | Hoyte van Hoytema                                             | Gewonnen    |
| 2024 | Academy Awards (Oscars)     | Beste montage                                | Jennifer Lame                                                 | Gewonnen    |
| 2024 | Academy Awards (Oscars)     | Beste productieontwerp                       | Ruth De Jong en Claire Kaufman                                | Genomineerd |
| 2024 | Academy Awards (Oscars)     | Beste originele muziek                       | Ludwig Göransson                                              | Gewonnen    |
| 2024 | Academy Awards (Oscars)     | Beste geluid                                 | Willie Burton, Richard King, Gary A. Rizzo en Kevin O'Connell | Genomineerd |
| 2024 | Academy Awards (Oscars)     | Beste kostuumontwerp                         | Ellen Mirojnick                                               | Genomineerd |
| 2024 | Academy Awards (Oscars)     | Beste grime en haarstijl                     | Luisa Abel                                                    | Genomineerd |
| 2024 | British Academy Film Awards | Beste film                                   | Beste film                                                    | Gewonnen    |
| 2024 | British Academy Film Awards | Beste regisseur                              | Christopher Nolan                                             | Gewonnen    |
| 2024 | British Academy Film Awards | Beste bewerkte scenario                      | Christopher Nolan                                             | Genomineerd |
| 2024 | British Academy Film Awards | Beste mannelijke hoofdrol                    | Cillian Murphy                                                | Gewonnen    |
| 2024 | British Academy Film Awards | Beste vrouwelijke bijrol                     | Emily Blunt                                                   | Genomineerd |
| 2024 | British Academy Film Awards | Beste mannelijke bijrol                      | Robert Downey jr.                                             | Gewonnen    |
| 2024 | British Academy Film Awards | Beste originele muziek                       | Ludwig Göransson                                              | Gewonnen    |
| 2024 | British Academy Film Awards | Beste cinematografie                         | Hoyte van Hoytema                                             | Gewonnen    |
| 2024 | British Academy Film Awards | Beste montage                                | Jennifer Lame                                                 | Gewonnen    |
| 2024 | British Academy Film Awards | Beste productieontwerp                       | Ruth De Jong en Claire Kaufman                                | Genomineerd |
| 2024 | British Academy Film Awards | Beste kostuumontwerp                         | Ellen Mirojnick                                               | Genomineerd |
| 2024 | British Academy Film Awards | Beste grime en haar                          | Luisa Abel, Jaime Leigh McIntosh, Jason Hamer en Ahou Mofid   | Genomineerd |
| 2024 | British Academy Film Awards | Beste geluid                                 | Willie Burton, Richard King, Kevin O'Connell en Gary A. Rizzo | Genomineerd |
| 2024 | Critics Choice Awards       | Beste film                                   | Beste film                                                    | Gewonnen    |
| 2024 | Critics Choice Awards       | Beste mannelijke hoofdrol                    | Cillian Murphy                                                | Genomineerd |
| 2024 | Critics Choice Awards       | Beste mannelijke bijrol                      | Robert Downey jr.                                             | Gewonnen    |
| 2024 | Critics Choice Awards       | Beste vrouwelijke bijrol                     | Emily Blunt                                                   | Genomineerd |
| 2024 | Critics Choice Awards       | Beste acteerensemble                         | Beste acteerensemble                                          | Gewonnen    |
| 2024 | Critics Choice Awards       | Beste regisseur                              | Christopher Nolan                                             | Gewonnen    |
| 2024 | Critics Choice Awards       | Beste bewerkte scenario                      | Christopher Nolan                                             | Genomineerd |
| 2024 | Critics Choice Awards       | Beste camerawerk                             | Hoyte van Hoytema                                             | Gewonnen    |
| 2024 | Critics Choice Awards       | Beste productieontwerp                       | Ruth De Jong en Claire Kaufman                                | Genomineerd |
| 2024 | Critics Choice Awards       | Beste montage                                | Jennifer Lame                                                 | Gewonnen    |
| 2024 | Critics Choice Awards       | Beste grime en haarstijl                     | Beste grime en haarstijl                                      | Genomineerd |
| 2024 | Critics Choice Awards       | Beste visuele effecten                       | Beste visuele effecten                                        | Gewonnen    |
| 2024 | Critics Choice Awards       | Beste filmmuziek                             | Ludwig Göransson                                              | Gewonnen    |
| 2024 | Golden Globes               | Beste film – drama                           | Beste film – drama                                            | Gewonnen    |
| 2024 | Golden Globes               | Beste regisseur                              | Christopher Nolan                                             | Gewonnen    |
| 2024 | Golden Globes               | Beste acteur in een film – drama             | Cillian Murphy                                                | Gewonnen    |
| 2024 | Golden Globes               | Beste mannelijke bijrol in een film          | Robert Downey jr.                                             | Gewonnen    |
| 2024 | Golden Globes               | Beste vrouwelijke bijrol in een film         | Emily Blunt                                                   | Genomineerd |
| 2024 | Golden Globes               | Beste script                                 | Christopher Nolan                                             | Genomineerd |
| 2024 | Golden Globes               | Beste filmmuziek                             | Ludwig Göransson                                              | Gewonnen    |
| 2024 | Golden Globes               | "Cinematic and Box Office Achievement"       | "Cinematic and Box Office Achievement"                        | Genomineerd |
| 2024 | Grammy Awards               | Best Score Soundtrack Album for Visual Media | Ludwig Göransson                                              | Gewonnen    |
| 2024 | Grammy Awards               | Best Instrumental Composition                | Ludwig Göransson, voor "Can You Hear the Music"               | Genomineerd |
| 2024 | Grammy Awards               | Best Arrangement, Instrumental or A Cappella | Ludwig Göransson, voor "Can You Hear the Music"               | Genomineerd |